# Кусимов, Тагир Таипович
Таги́р Таи́пович Куси́мов (до 1928 года Зинунов) (баш. Таһир Таип улы Кусимов; 14 февраля 1909, д. Кусимово ныне Абзелиловского района Башкирии — 10 мая 1986, Уфа) — советский военачальник. Герой Советского Союза (15.01.1944), генерал-майор (1954). По национальности — башкир.

## Биография
Из семьи крестьянина-бедняка. Вскоре после его рождения умерла мать, оставив сиротами троих детей. Спасаясь от массового голода в 1921 году, отец и Тагир уехали в Среднюю Азию. Трудились на сезонных, временных и подсобных работах на хлопковых полях в районе станции Голодная степь (ныне город Гулистан в Узбекистане). Там же в 1928 году окончил 4 класса русской школы. В начале 1928 года вернулся в Кусимово.
В сентябре 1928 года вступил в Красную Армию: не сумев сдать вступительные экзамены в военную школу, с большой группой других поступавших был зачислен на специально созданное подготовительное отделение, а в следующем году зачислен на основной курс обучения. В марте 1932 года окончил кавалерийское отделение 6-й Объединённой Татаро-Башкирской военной школы имени ЦИК Татарской АССР в Казани. Продолжил службу в этой школе командиром взвода курсантов. Член ВКП(б) с 1932 года. С ноября 1935 года — помощник командира эскадрона отдельного разведывательного дивизиона 1-й Казанской стрелковой дивизии Приволжского военного округа, с июня по ноябрь 1936 года и с апреля 1937 по апрель 1938 — командир эскадрона отдельного разведывательного батальона 86-й стрелковой дивизии ПриВО. Весной 1937 года окончил шестимесячные кавалерийские курсы усовершенствования командного состава (КУКС) Северо-Кавказского военного округа. С апреля по июль 1938 года — командир разведывательной роты 256-го стрелкового полка 86-й стрелковой дивизии.
C 1938 года служил в Закавказском военном округе. Первоначально командовал отдельным кавалерийским эскадроном 77-й Азербайджанской горнострелковой дивизии с дислокацией в городе Баку. В сентябре 1940 года переводится в 24-ю кавалерийскую дивизию ЗакВО на должность помощника командира 56-го кавалерийского полка (дислокация полка — г. Кировобад, ныне г.Гянджа). В августе 1941 года назначен командиром 14-го кавалерийского полка 23-й кавалерийской дивизии. Участник Иранской операции 1941 года.
В феврале 1942 года майор Кусимов прибыл в Уфу, где в то время формировалась 112-я Башкирская кавалерийская дивизия (командир дивизии полковник М. М. Шаймуратов). Был назначен начальником штаба дивизии, в марте назначен командиром 275-го кавалерийского полка этой дивизии (с февраля 1943 года — 58-й гвардейский кавалерийский полк 16-й гвардейской кавалерийской дивизии).
В действующей армии Великой Отечественной войны — с апреля 1942 года. Воевал в составе дивизии на Брянском и Юго-Западном фронтах. Уже летом 1942 года за отличия в оборонительных сражениях Воронежско-Ворошиловградской операции был награждён своим первым орденом, им стал орден Красной Звезды. В одном из июльских боёв был ранен, от госпитализации отказался. В ноябре 1942 года подполковник Кусимов был тяжело ранен, лечился в эвакогоспиталях Чкалова и Уфы. После выздоровления в марте 1943 года вернулся в свою дивизию (ставшую уже 16-й гвардейской кавалерийской дивизией) и был назначен командиром 58-го гвардейского кавалерийского полка. В апреле дивизию вывели с Юго-Западного фронта в резерв и на пополнение, а в августе её передали на Центральный фронт.
Командир 58-го гвардейского кавалерийского полка 16-й гвардейской кавалерийской дивизии 7-го гвардейского кавалерийского корпуса Центрального фронта гвардии подполковник Т. Т. Кусимов особо отличился в битве за Днепр. Выйдя на берег Днепра днём 26 сентября 1943 года, гвардии подполковник Кусимов не дал противнику времени организовать прочную оборону. Собрав во время наступления разные подручные средства для форсирования, организовал с помощью населения изготовление большого количества плотов. В ночь на 27 сентября полк начал переправу. Под шквальным артиллерийско-пулемётным огнём кавалеристы высадились на правом берегу Днепра и в ночном бою выбили немцев из прибрежных траншей, создав плацдарм до 2,5 км в районе сел Дымарка и Неданчичи Репкинского района Черниговской области Украинской ССР. Своими действиями полк Кусимова обеспечил переправу других частей дивизии. При незначительных потерях личного, конского состава и техники полк Кусимова уничтожил за одни сутки 77 солдат, двух офицеров противника, захватил 15 автоматов, 4 ручных пулемёта, более 50 винтовок, 3 станковых пулемёта. За время летне-осеннего наступления 1943 года полк освободил 19 населённых пунктов.
Указом Президиума Верховного Совета СССР от 15 января 1944 года «за образцовое выполнение боевых заданий Командования на фронте борьбы с немецкими захватчиками и проявленные при этом отвагу и геройство» гвардии подполковнику Кусимову Тагиру Таиповичу присвоено звание Героя Советского Союза с вручением ордена Ленина и медали «Золотая Звезда».
В мае 1944 года по личному распоряжению маршала С. М. Будённого Кусимов был зачислен в Военную академию имени М. В. Фрунзе, которую окончил с отличием в 1947 году.
Т. Т. Кусимов — участник исторического Парада Победы на Красной площади в Москве в составе сводного батальона Военной академии имени М. В. Фрунзе.
С ноября 1947 по декабрь 1949 года служил начальником штаба 4‑й гвардейской кавалерийской дивизии Северо-Кавказского военного округа (СКВО), дислоцированной в Ставрополье. затем его вновь отправили учиться.
В 1951 году окончил Высшую военную академию имени К. Е. Ворошилова. С апреля 1952 года — начальник штаба — первый заместитель командира 24‑й гвардейской горнострелковой дивизии 12-го горнострелкового корпуса СКВО (г. Грозный), при этом с апреля по август 1953 года временно исполнял должность командира дивизии. С августа 1953 по сентябрь 1954 года — командир 9‑й горнострелковой дивизии СКВО (г. Майкоп). С декабря 1954 года служил в Туркестанском военном округе заместителем командира 376‑й горнострелковой дивизии (которая в марте 1955 года была переименована в 71-ю горнострелковую дивизию), тогда расквартированную в городе Ош Киргизской ССР. С ноября 1956 года — командир 58‑й стрелковой дивизии (г. Кизыл-Арват Туркменской ССР), в июне 1957 года дивизия переименована в мотострелковую. С июля 1961 по июль 1963 года — заместитель командира 1‑го армейского корпуса ТуркВО (г. Ашхабад).
C июля 1963 года — военный комиссар Башкирской АССР. Уволен в отставку в октябре 1969 года.
За период с 1947 по 1971 годы избирался депутатом Верховного Совета РСФСР (2 и 3 созывы, 1947—1955 гг.), Верховного Совета Туркменской ССР 4-го созыва (1959—1963), Верховного Совета Башкирской АССР 7-го созыва (1969—1971). После войны был членом Ашхабадского горкома Коммунистической партии Туркменистана и членом Башкирского областного комитета КПСС. Будучи в отставке, продолжал вести активную работу на постах члена Башкирского республиканского Комитета защиты мира и председателя Совета ветеранов 16-й гвардейской кавалерийской дивизии. Написал ряд очерков о воинах и боевом пути 16-й гвардейской кавалерийской дивизии товарищах, которые были опубликованы в республиканских газетах и в литературных сборниках.
Умер 10 мая 1986 года. Похоронен на Мусульманском кладбище города Уфы.
Сын Салават (род. в 1942 г.) был ректором Уфимского государственного авиационного университета (1991—2003), заместителем председателя Госсобрания Башкортостанa, президентом УГАТУ.

## Награды
- Герой Советского Союза (15.01.1944)[6]
- два ордена Ленина (15.01.1944, 1954)
- орден Красного Знамени (ноябрь 1949)
- орден Отечественной войны I степени (11.03.1985)[7]
- два ордена Красной Звезды (31.07.1942, 3.11.1944)[8]
- Медаль «За оборону Сталинграда» (1943)
- Медаль «За освоение целинных земель» (1956)
- другие медали СССР.

## Воинские звания
- лейтенант (1936)
- старший лейтенант  (23.07.1937)
- капитан (28.03.1939)
- майор (8.04.1941)
- подполковник (25.09.1942)
- полковник (22.02.1944)
- генерал-майор (31.05.1954, Постановление Совета министров СССР №01090)[9]

## Память
Решением Уфимского городского совета именем генерала Кусимова названа одна из новых улиц Уфы, также его имя присвоено улицам в гг. Баймак, Дюртюли, Нефтекамск, Сибай.
В родной деревне Кусимово создан музей Героя Советского Союза Т. Т. Кусимова.
В Уфимском гарнизонном Доме офицеров ежегодно проводятся соревнования по бильярду среди инвалидов и участников боевых действий в Афганистане на приз-кубок имени Героя Советского Союза генерал-майора Т. Т. Кусимова.
В мае 2009 года уфимскому ипподрому «Акбузат» присвоено имя Тагира Кусимова.
8 мая 2010 года в мемориальном комплексе Парка Победы Уфы установлен бюст генерал-майора Т. Т. Кусимова.
В Уфе на доме, в котором он жил, установлена мемориальная доска.
О Герое снят документальный фильм «Генерал Кусимов» (из трилогии «Рождённые для славы») в 2005 году на ГТРК «Башкортостан».
Издана книга о герое:
- Уметбаев Р. Г. Генерал Кусимов: документальная повесть. — Уфа: Китап, 2010. — 224 с. — ISBN 978-5-295-05040-4. — ISBN 978-5-295-05035-0.

## Периодика
- Гайнетдинов Б. Серебром блистала сабля генерала [Тагира Кусимова] / Булат Гайнетдинов // Вечерняя Уфа. — 2009. — 12 февр.
- Галеев И. Легендарный генерал: 14 февр. исполн. 100 лет со дня рождения Героя Совет. Союза Тагира Кусимова / Ильяс Галеев // Республика Башкортостан. — 2009. — 14 февр.
- Галеев И. Народный герой, генерал-легенда [Тагир Кусимов] / Ильяс Галеев // Истоки. — 2009. — 11 февр. (№ 6). — С. 3.
- Рамазанов Р. …И бюст появится народному герою [генералу Тагиру Кусимову] / Равиль Рамазанов; фото Владимира Карабанова // Вечерняя Уфа. — 2009. — 24 февр.
- Шушпанов С. Кавалер золотой звезды: к 100-летию со дня рождения генерала Тагира Кусимова / Сергей Шушпанов // Вечерняя Уфа. — 2009. — 14 февр.
- Шутов А. 95 лет со дня рождения Героя Советского Союза Тагира Кусимова.